# 농식품유통연합
농식품유통연합은 농식품 수급 및 가격불안정, 농식품 생산‧유통경로, 물류효율화, 국제경쟁력 확보 등의 농식품 생산‧유통 문제 해결에 기여할 목적으로 2011년 11월 1일 설립허가된 대한민국 농림축산식품부 소관의 사단법인이다. 사무실은 대구광역시 북구 대학로 80, 경북대학교 농대 3호관 516호에 있다.

## 대표자
- 김충실 (경북대학교 농업경제학과 교수)

## 주요 사업
- 농식품 유통문제에 관한 조사, 연구, 자문, 지원
- 농식품 물류 표준화, 효율화 및 유통구조 개선을 위한 세미나, 토론회 개최
- 농식품 유통구조 개선에 관한 교육 프로그램 개발 및 지원
- 회원의 농식품 브랜드화, 저장시설 확충 및 물류비 개선 등에 지원
- 농식품 및 유통서비스 시장 개방에 따른 대응 모색
- 국가기관 또는 지방자치단체, 유관기관 등으로부터의 위탁사업
- 법인의 목적과 부합하는 컨설팅용역사업
- 기타 법인의 목적달성에 필요한 사업